# Без солнца (фильм, 1983)
«Без солнца» (фр. Sans Soleil) — фильм-эссе Криса Маркера (1983), названный в честь одноимённого вокального цикла Мусоргского.

## Содержание
Мелко нарезанный «под Вертова» видеоматериал (как отснятый самим режиссёром, так и полученный в видеобанке) сопровождает женский голос, рассуждающий на вольные темы в форме обращения к покойному режиссёру (вымышленному). Изобразительный ряд образуют главным образом сценки из жизни футуристичного мегаполиса Токио и зарисовки из глуши Гвинеи-Бисау (согласно режиссёру, «самая забытая страна Африки»). Закадровый голос объясняет, что эти два географических полюса сближает приверженность анимизму, архаичная вера в одухотворённость всего на свете.
Неожиданные, подчас парадоксальные сцепления несхожих, на первый взгляд, смысловых рядов характерны не только для закадрового текста, но и для монтажных склеек. Например, лица дремлющих в метро пассажиров перемежаются с кадрами из японской киномакулатуры. Время от времени режиссёр углубляется в лирические отступления вроде повторения маршрута героев хичкоковского «Головокружения» по улицам Сан-Франциско.

## Репутация
Разработанная Маркером модель киноэссе оказалась востребованной документалистами следующих поколений, особенно американскими (Эррол Моррис, Майкл Мур). «Без солнца» принято считать вершиной этого жанра документалистики. Критик Сэм Адамс назвал фильм Маркера «наиболее успешной попыткой запечатлеть мыслительный процесс средствами кино».
Во время голосования 846 критиков за лучший фильм в истории (Sight & Sound, 2012) за «Без солнца» было подано столько же голосов, что и за «Бегущий по лезвию» Ридли Скотта и «Синий бархат» Дэвида Линча.
В 2007 году фильм Маркера был выпущен в англоязычной версии (немного отличной от французского оригинала) на DVD компанией Criterion Collection (на одном диске с «Взлётной полосой»).